# Konapur, Kushtagi
Konapur là một làng thuộc tehsil Kushtagi, huyện Koppal, bang Karnataka, Ấn Độ.